# Stadtwald Göttingen und Kerstlingeröder Feld
Das Naturschutzgebiet Stadtwald Göttingen und Kerstlingeröder Feld hat eine Größe von 1193 ha und befindet sich im Naturraum „Weser- und Leinebergland“ in Südniedersachsen. Es wurde 2007 eingerichtet und repräsentiert einen Teilbereich des größten zusammenhängenden Kalk-Buchenwald-Komplexes innerhalb dieser Region.

## Lebensräume
Das Naturschutzgebiet befindet sich im Göttinger Wald und wird vorrangig vom Waldmeister-Buchenwald geprägt. In kleinerem Ausmaß kommen auch der seltene Orchideen-Kalk-Buchenwald sowie Reste des Eichen-Hainbuchen-Walds und vereinzelt Erlen-Eschen-Quellwaldbereiche vor. Besonders schützenswert ist der Strukturreichtum mit einem hohen Anteil an Tot- und Altholz, welcher durch drei Naturwaldbereiche im Gebiet des Göttinger Stadtwaldes beeinflusst wird. Vereinzelt kommen flache, teilweise versumpfte oder mit kleinen Stillgewässern oder Tümpeln gefüllte Erdfälle und seltene Kalktuffquellen und -fluren vor.
Innerhalb des Waldkomplexes liegt das etwa 200 ha große „Kerstlingeröder Feld“. Dieser Offenlandbereich als Relikt einer alten Kulturlandschaft wurde bereits im Mittelalter besiedelt und lange Zeit landwirtschaftlich bewirtschaftet. Von 1928 bis 1992 wurde es als Truppenübungsplatz genutzt. Danach unterlagen die Freiflächen der natürlichen Sukzession, welche heute großflächig durch geeignete Pflegemaßnahmen aufgehalten wird. Die hier vorherrschenden Grünlandflächen werden unterschiedlich intensiv genutzt. Besonders wertvoll sind die in Niedersachsen seltenen mageren Flachlandmähwiesen und Magerweiden kalkreicher Standorte sowie deren submontane Ausprägung mit Goldhafer. Vereinzelt weisen auf trockenwarmen Standorten vorkommende Ruderalfluren Übergänge zu saumartenreichen Kalkmagerrasen auf. Die Grünflächen werden durch Gebüsche und Feldgehölze sowie markante Einzelbäume oder Baumgruppen untergliedert.

## Tiere und Pflanzen
Ziel des Schutzes und der Entwicklung der verschiedenen Biotope ist die Erhaltung von Lebensräumen verschiedener Tier- und Pflanzenarten.
Bei den Säugetieren sind dies Wildkatze und Fledermäuse, bei den Vögeln Neuntöter, Wendehals, Mittelspecht, Grauspecht und Rotmilan, bei den Insekten holzbewohnende Großinsekten und gefährdete Schmetterlinge sowie bei den Amphibien der Kammmolch.
Insbesondere zum Schutz der Wildkatze ist das Naturschutzgebiet im Sommer 2013 im Norden für rund 2,6 Millionen Euro mit einer Grünbrücke über die B 27 mit den angrenzenden Wäldern verbunden worden.
Als besonders schützenswerte Pflanzen werden in der Verordnung über das Naturschutzgebiet das Grüne Gabelzahnmoos (Dicranum viride), die Erdkastanie sowie Gewöhnlicher Fransenenzian, Deutscher Enzian, Schlitzblättriger Hain-Hahnenfuß, Alpen-Ziest, Gold-Klee und Genfer Günsel genannt.

## Geographische Lage
Das Naturschutzgebiet liegt östlich des Stadtgebietes der niedersächsischen Stadt Göttingen, südlich der B 27 zwischen Herberhausen, Roringen, Waake, Mackenrode und Groß Lengden. Die 428 m hohe Mackenröder Spitze stellt einen östlichen Grenzpunkt dar. 1018 ha des Naturschutzgebietes liegen im FFH-Gebiet „Göttinger Wald“ (Nr. 138) und 73 ha im EU-Vogelschutzgebiet „Unteres Eichsfeld“ (V19). Stellenweise grenzt es an Teilflächen des Naturschutzgebietes „Göttinger Wald“.

## Verwaltung
Unter der Kennzeichen-Nummer NSG BR 125 ist das Naturschutzgebiet beim Niedersächsischen Landesbetrieb für Wasserwirtschaft, Küsten- und Naturschutz (NLWKN) registriert. Der CDDA-Code (central database for designated areas) der EEA (European Environmental Agency) lautet 378087. Die Zuständigkeit für das Naturschutzgebiet liegt bei der unteren Naturschutzbehörde der Stadt Göttingen.